# Tukotuko
Tukotuko (Ctenomys) – rodzaj ssaków z rodziny tukotukowatych (Ctenomyidae).

## Rozmieszczenie geograficzne
Rodzaj obejmuje gatunki występujące w Ameryce Południowej (Brazylia, Peru, Boliwia, Chile, Paragwaj, Urugwaj i Argentyna).

## Morfologia
Długość ciała (bez ogona) 115–558 mm, długość ogona 25–122 mm, długość ucha 3–15 mm, długość tylnej stopy 20–60 mm; masa ciała 72–1200 g.

## Systematyka
Rodzaj zdefiniował w 1826 roku francuski zoolog i anatom Henri Marie Ducrotay de Blainville w artykule zatytułowanym O nowym gatunku gryzonia ryjącego z Brazylii, opublikowanym w czasopiśmie „Nouveau Bulletin des Sciences, par Société philomathique de Paris”. Gatunkiem typowym jest (oznaczenie monotypowe) tukotuko brazylijski (C. brasiliensis).

### Etymologia
- Ctenomys (Stenomys): gr. κτεις kteis, κτενος ktenos ‘grzebień’; μυς mus, μυος muos ‘mysz’[12].
- Haptomys: gr. ἁπτω haptō ‘uwiązać, przywiązać’[13]; μυς mus, μυος muos ‘mysz’[14]. Gatunek typowy (oznaczenie monotypowe): Ctenomys leucodon G.R. Waterhouse, 1848.
- Chacomys: Gran Chaco, kraina geograficzna w Ameryce Południowej, na pograniczu Boliwii, Paragwaju i Argentyny; μυς mus, μυος muos ‘mysz’[3]. Gatunek typowy (oznaczenie monotypowe): Ctenomys (Chacomys) conoveri Osgood, 1946.
- Paractenomys: gr. παρα para ‘blisko,  obok’[15]; rodzaj Ctenomys Blainville, 1826. Gatunek typowy (oznaczenie monotypowe): †Paractenomys chapalmalensis F. Ameghino, 1908.
- Megactenomys: gr. μεγας megas, μεγαλη megalē ‘wielki’[16]; rodzaj Ctenomys de Blainville, 1826. Gatunek typowy (oryginalne oznaczenie): †Megactenomys kraglievichi Rusconi, 1930.

### Podział systematyczny
Do rodzaju należą następujące gatunki:

- Ctenomys sociabilis O.P. Pearson & Christie, 1985 – tukotuko gromadny
- Ctenomys plebiscitum Brook, I.H. Tomasco, B. González & G.M. Martin, 2021
- Ctenomys emilianus O. Thomas & St. Leger, 1926 – tukotuko piaskowy
- Ctenomys eileenae Teta, Jayat, Alvarado-Larios, A.A. Ojeda, P.A. Cuello & D’Elía, 2023
- Ctenomys tuconax O. Thomas, 1925 – tukotuko krzepki
- Ctenomys steinbachi O. Thomas, 1907 – tukotuko pastwiskowy
- Ctenomys bicolor A. de Miranda-Ribeiro, 1914
- Ctenomys rondoni A. de Miranda-Ribeiro, 1914
- Ctenomys nattereri J.A. Wagner, 1848
- Ctenomys boliviensis G.R. Waterhouse, 1848 – tukotuko boliwijski
- Ctenomys andersoni S.L. Gardner, Salazar-Bravo & J.A. Cook, 2014
- Ctenomys erikacuellarae S.L. Gardner, Salazar-Bravo & J.A. Cook, 2014
- Ctenomys yatesi S.L. Gardner, Salazar-Bravo & J.A. Cook, 2014
- Ctenomys dorsalis O. Thomas, 1900 – tukotuko czarnogrzbiety
- Ctenomys coludo O. Thomas, 1920 – tukotuko nieznany
- Ctenomys johannis O. Thomas, 1921 – tukotuko eremicki
- Ctenomys tulduco O. Thomas, 1921 – tukotuko tontalski
- Ctenomys fulvus R.A. Philippi, 1860 – tukotuko płowy
- Ctenomys opimus J.A. Wagner, 1848 – tukotuko wyżynny
- Ctenomys scagliai J.R. Contreras, 1999 – tukotuko stokowy
- Ctenomys saltarius O. Thomas, 1912 – tukotuko saltański
- Ctenomys torquatus H. Lichtenstein, 1830 – tukotuko obrożny
- Ctenomys lami de Freitas, 2001 – tukotuko jeziorny
- Ctenomys minutus Nehring, 1887 – tukotuko drobny
- Ctenomys ibicuiensis de Freitas, Fernandes, Fornel & Roratto, 2012 – tukotuko skromny
- Ctenomys roigi J.R. Contreras, 1988 – tukotuko parański
- Ctenomys perrensi O. Thomas, 1896 – tukotuko żwirowiskowy
- Ctenomys pearsoni E.P. Lessa & Langguth, 1983 – tukotuko urugwajski
- Ctenomys dorbignyi J.R. Contreras & A.N.C. de Contreras, 1984 – tukotuko izolowany
- Ctenomys brasiliensis de Blainville, 1826 – tukotuko brazylijski
- Ctenomys maulinus R.A. Philippi, 1872 – tukotuko wulkaniczny
- Ctenomys heniacamiare F.J. Mapelli, Teta, F. Contreras, Pereyra, Priotto & Coda, 2022
- Ctenomys australis Rusconi, 1934 – tukotuko południowy
- Ctenomys mendocinus R.A. Philippi, 1869 – tukotuko mendozański
- Ctenomys flamarioni Travi, 1981 – tukotuko solniskowy
- Ctenomys rionegrensis Langguth & Abella, 1970 – tukotuko negroski
- Ctenomys verzi Teta, Jayat, Alvarado-Larios, A.A. Ojeda, P.A. Cuello, & D’Elía, 2023
- Ctenomys talarum O. Thomas, 1898 – tukotuko płochy
- Ctenomys lessai S.L. Gardner, Salazar-Bravo & J.A.  Cook, 2014
- Ctenomys conoveri Osgood, 1946 – tukotuko duży
- Ctenomys lewisi O. Thomas, 1926 – tukotuko norowy
- Ctenomys frater O. Thomas, 1902 – tukotuko rudawy
- Ctenomys occultus O. Thomas, 1920 – tukotuko ukryty
- Ctenomys argentinus J.R. Contreras & L.M. Berry, 1982 – tukotuko argentyński
- Ctenomys latro O. Thomas, 1918 – tukotuko cętkowany
- Ctenomys leucodon G.R. Waterhouse, 1848 – tukotuko białozębny
- Ctenomys tucumanus O. Thomas, 1900 – tukotuko równinny
- Ctenomys pilarensis J.R. Contreras, 1993 – tukotuko długowłosy
- Ctenomys magellanicus E.T. Bennett, 1836 – tukotuko magellański
- Ctenomys terraplen Brook, B. González, I.H. Tomasco, Verzi, & G.M. Martin, 2024
- Ctenomys bidaui Teta & D’Elía, 2020
- Ctenomys pulcer Verzi, De Santi, Olivares, C.C. Morgan, Basso & Brook, 2023
- Ctenomys chechehet F.J. Mapelli, Esquenazi, Teta, Austrich, Kittlein, Pereyra, Tammone & M.S. Mora, 2024
- Ctenomys miguelchristie Tammone, 2024
- Ctenomys haigi O. Thomas, 1917 – tukotuko patagoński
- Ctenomys fodax O. Thomas, 1910 – tukotuko tajemniczy
- Ctenomys sericeus J.A. Allen, 1903 – tukotuko jedwabisty
- Ctenomys contrerasi Teta & D’Elía, 2020
- Ctenomys thalesi Teta & D’Elía, 2020
- Ctenomys peruanus Sanborn & O.P. Pearson, 1947 – tukotuko peruwiański
- Ctenomys paraguayensis J.R. Contreras, 2000
- Ctenomys bonettoi J.R. Contreras & Berry, 1982 – tukotuko pustelniczy
- Ctenomys fochi O. Thomas, 1919 – tukotuko skryty
- Ctenomys uco Alvarado-Larios, Teta, P.A. Cuello, Jayat, Tarquino-Carbonell, D’Elía, P. Cornejo & A.A. Ojeda, 2024
- Ctenomys juris O. Thomas, 1920 – tukotuko dyskretny
- Ctenomys knighti O. Thomas, 1919 – tukotuko murawowy
- Ctenomys viperinus O. Thomas, 1926 – tukotuko śmiały
- Ctenomys bergi O. Thomas, 1902 – tukotuko wydmowy
- Ctenomys osvaldoreigi J.R. Contreras, 1995 – tukotuko kordobański
- Ctenomys pontifex O. Thomas, 1918 – tukotuko andyjski

Nazwy niedostępne w nomenklaturze, chociaż reprezentujące odrębne gatunki; zachodzi potrzeba utworzenia poprawnych nazw:
- Ctenomys rosendopascuali J.R. Contreras, 1995
- Ctenomys yolandae J.R. Contreras & Berry, 1984 – tukotuko nadrzeczny

Opisano również gatunki wymarłe:

- Ctenomys ameghinoi Rusconi, 1930[19] (Argentyna; pliocen)
- Ctenomys angulatus (F. Ameghino, 1908)[20] (Argentyna; pliocen)
- Ctenomys bonariensis d’Orbigny & Laurillard, 1842[21] (Argentyna; plejstocen)
- Ctenomys celsus (F. Ameghino, 1888)[22] (Argentyna; miocen)
- Ctenomys kraglievichi (Rusconi, 1930)[23] (Argentyna; plejstocen)
- Ctenomys chapalmalensis (F. Ameghino, 1908)[20] (Argentyna; pliocen)
- Ctenomys cordubensis Castellanos, 1958[24] (Argentyna; pliocen)
- Ctenomys cotocaensis Azurduy Ferreira, 2005[25] (Boliwia; czwartorzęd)
- Ctenomys delacroixi (Rusconi, 1935)[26] (Argentyna; pliocen)
- Ctenomys dasseni Rusconi, 1931[27] (Argentyna; plejstocen)
- Ctenomys intermedius Rusconi, 1931[28] (Argentyna; plejstocen)
- Ctenomys lujanensis F. Ameghino, 1889[29] (Argentyna; plejstocen)
- Ctenomys magnus Rusconi, 1931[30] (Argentyna; plejstocen)
- Ctenomys maximus (F. Ameghino, 1908)[20] (Argentyna; pliocen)
- Ctenomys orthognathus Rusconi, 1931[31] (Argentyna; pliocen)
- Ctenomys parcissimus (F. Ameghino, 1908)[20] (Argentyna; pliocen)
- Ctenomys parcus (F. Ameghino, 1908)[20] (Argentyna; pliocen)
- Ctenomys rusconii De Santi, Verzi, Olivares, Piñero, Álvarez & C.C. Morgan, 2021[32] (Argentyna; plejstocen)
- Ctenomys simplex (F. Ameghino, 1888)[22] (Argentyna; miocen)
- Ctenomys simplicidens (F. Ameghino, 1908)[20] (Argentyna; pliocen)
- Ctenomys subassentiens F. Ameghino, 1902[33] (Boliwia; plejstocen)
- Ctenomys thomasi S.O. Lucero, Agnolín, Obredor, R.F. Lucero, Cenizo & de los Reyes, 2008[34] (Argentyna; pliocen-plejstocen)
- Ctenomys uquiensis Verzi, Olivares & C.C. Morgan, 2010[35] (Argentyna; pliocen)
- Ctenomys viarapaensis De Santi, Verzi, Olivares, Piñero, C.C. Morgan, Medina, Rivero & Tonni, 2020 – takson spokrewniony z tukotuko kordobańskim[36] (Argentyna; holocen)